# Patró d'interferència conoscòpica
Un patró d'interferència conoscòpica o figura d'interferència és un patró de colors birefringents creuats per bandes fosques (o isògirs), que es poden produir usant un microscopi de llum polaritzada utilitzat per la identificació de minerals i la investigació de les propietats òptiques i químiques dels minerals.
Les figures són produïdes per interferència òptica quan els raigs de llum divergents viatgen a través d'una substància òpticament no isòtropes, és a dir, què l'índex de refracció de la substància varia en diferents direccions dins d'ella. La figura formada es pot considerar com un «mapa» de com la birefringència d'un mineral pot variar amb la variació de l'angle de la perpendicular de la diapositiva, on el color central és la birefringència vist mirant cap avall, i els colors més llunyans del centre són equivalents a la visualització del mineral en angles cada vegada més grans respecte a la perpendicular. Les bandes fosques corresponen a les posicions d'extinció òptica (isotropia aparent). En altres paraules, la figura d'interferència presenta tots els possibles colors de birefringència per al mineral alhora.
La visualització de la figura d'interferència és una manera infalible per a determinar si un mineral és òpticament uniaxial o biaxial. Si la figura està alineada correctament, usant una làmina de tinta sensible en relació amb el microscopi permet a l'usuari determinar el senyal òptic i l'angle òptic del mineral.

## Formació de la figura
En la mineralogia òptica, un microscopi petrogràfic i la llum polaritzada s'utilitzen sovint per veure el patró d'interferència. La làmina prima que conté el mineral a ser investigat es col·loca sobre la platina del microscopi, per sobre d'un filtre polaritzat, però amb un segon filtre («analitzador») entre la lent de l'objectiu i l'ocular. El condensador del microscopi se situa prop, a sota de la mostra per a produir una àmplia divergència dels raig polaritzats a través d'un petit punt, i la intensitat de la llum s'augmenta tant com sigui possible (per exemple, pujant la bombeta i l'obertura del diafragma). Normalment s'utilitza una lent d'objectiu d'alta potència. Això maximitza l'angle sòlid de la lent i, per tant, la variació angular de la llum interceptada, i també augmenta la probabilitat que es pugui veure la figura d'un cristall en qualsevol moment donat.
Per a veure la figura, els raigs de llum que surten del microscopi han de sortir més o menys en paral·lel. Això s'aconsegueix normalment ja sigui estirant l'ocular completament (si és possible), o mitjançant la col·locació d'una lent de Bertrand (Émile Bertrand, 1878) entre la lent de l'objectiu i l'ocular.
Qualsevol secció de cristall pot, en principi, produir un patró d'interferència. No obstant això, en la pràctica, només existeixen unes poques orientacions cristal·logràfiques diferents que són adequades per a identificar, per permetre que es produeixi una figura, i que siguin capaces de produir informació fiable sobre les propietats del cristall. Normalment, l'orientació més útil i fàcilment obtenible és la que mira cap avall de l'eix òptic d'una secció de cristall, el que dona una figura que es refereix com una figura d'eix òptic (veure a baix). Tals orientacions cristal·lines són fàcils de trobar en una secció prima mitjançant la recerca de minerals a través de les llesques que no són isòtropes, però que apareixen de color negre o gris molt fosc sota la llum polaritzada normal en tots els seus angles (és a dir, és «extinta»). Si s'allunya de l'eix òptic, es pot veure una figura per un instant; un alt color birefringent interromp en quatre ocasions quan la mostra ha girat 360 graus amb «flaixos» de color negre que escombren a través del camp de visió.

## Figures característiques de minerals uniaxials i biaxials
Una figura d'interferència produïda mirant cap avall o prop de l'eix òptic d'un mineral uniaxial és la característica «creu de Malta», formada pels seus isògirs. Si es busca la perfecció per sota de l'eix òptic, el patró es mantindrà invariable per complet a mesura que es fa girar la base. No obstant això, si l'angle de visió està una mica lluny de l'eix òptic, el centre de la creu gira / òrbita al voltant del punt central mentre es fa girar la mostra. La forma de la creu romandrà constant si es mou.

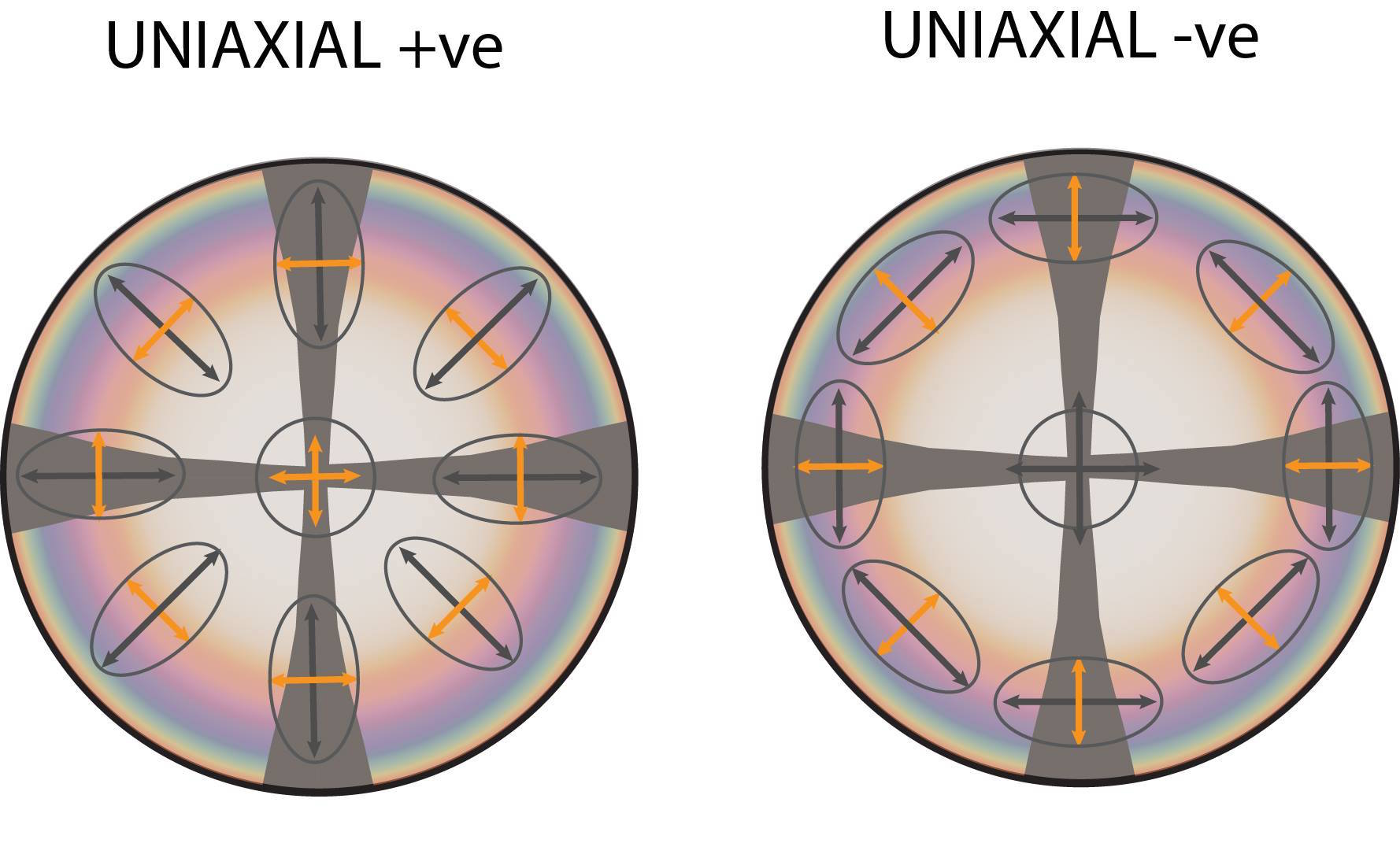
Esbossos de figures d'interferència uniaxial, vistos al llarg de l'eix òptic de cada mineral. Els colors de birefringència aproximats que poden ser vistos si es tractés d'un mineral amb segon ordre de màxima birefringència. El patró fosc «Creu de Malta» és característic dels minerals uniaxials. També es mostren els esquemes de la forma d'una secció transversal a través de la indicatriu òptica del mineral (l'enregistrament del seu índex de refracció en 3D) que es veu en cada posició. La direcció allargada es pot distingir mitjançant l'addició d'una làmina de tinta sensible al microscopi, deixant que l'usuari discrimini entre els minerals «uniaxials negatius» (dreta) i «uniaxials positius» (esquerra)

La figura d'eix òptic d'un mineral biaxial és més complexa. Són visibles una o dues corbes isògires (de vegades anomenades «escombretes»), una de les quals tindrà el seu punt de màxima curvatura perfectament centrada (la figura inferior mostra un exemple amb un sol isògir visible). Si dos isògirs són visibles, són col·locats esquena amb esquena.
La rotació de la mostra farà que els isògirs es moguin i canviïn de forma sorprenent; passen sense problemes cap a una posició on les corbes isògires estan molt separades en el seu punt més proper. Després, gradualment, esdevenen més fortament corbades / quadrades en els seus punts mitjans a mesura que s'aproximen entre si (una segona isògira apareix des de fora del camp de visió si estava abans no era visible), i es fusionen per a formar un patró de «creu de malta» molt semblant a la d'un mineral uniaxial. Si es continua girant la mostra, els isògirs se separen de nou (però en els quadrants oposats a on estaven prèviament) per a reunir-se de nou a continuació. Si es segueix girant, es tornen a separar en els seus quadrants originals, i així successivament. Els isògirs es toquen entre si quatre vegades en una revolució de 360 graus, amb cada temps corresponent a una de les posicions d'extinció observats amb la llum polaritzada normal.

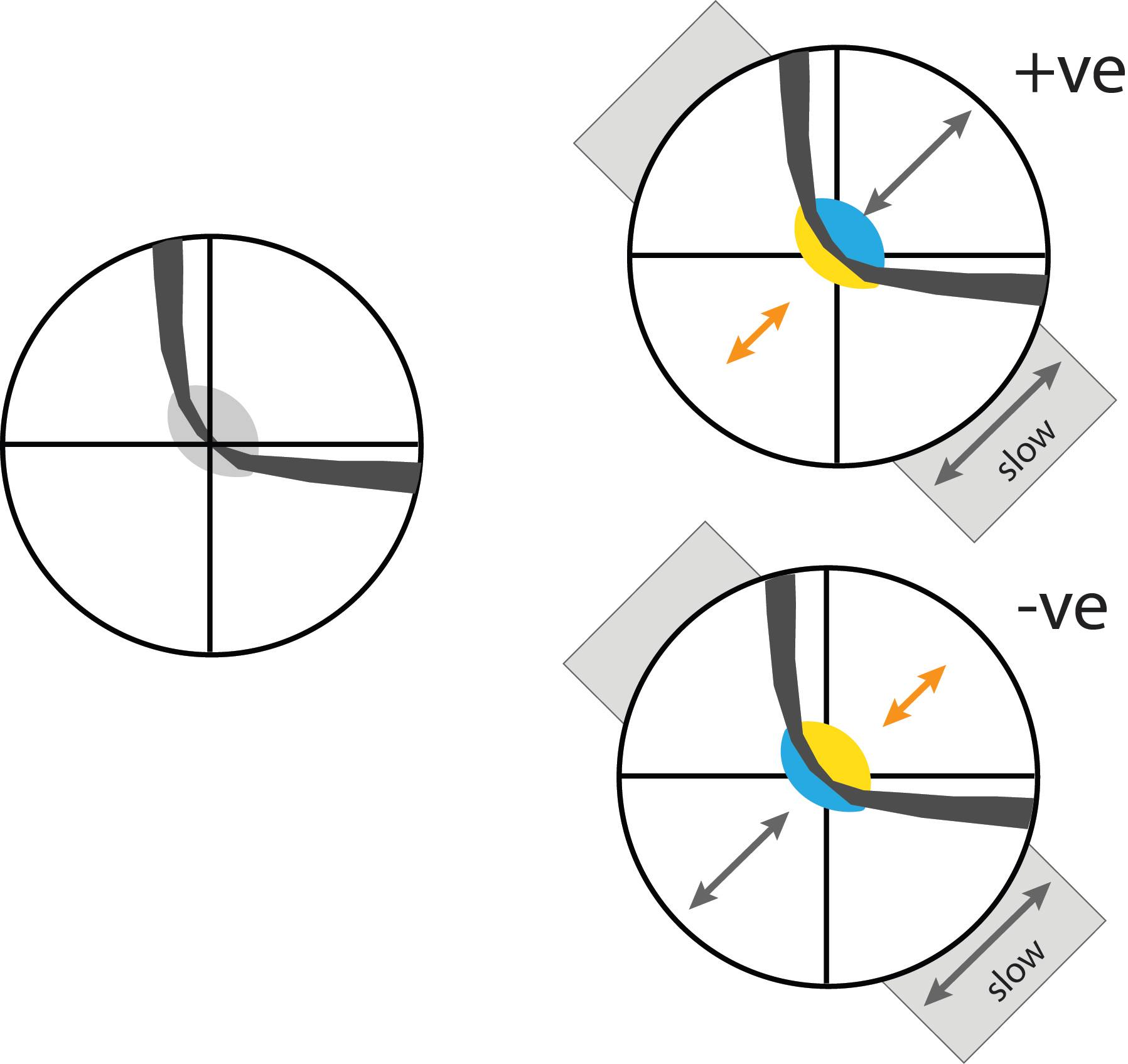
Possibles figures d'interferència per a un mineral biaxial amb una àmplia 2V, vist al llarg d'un dels dos eixos òptics. La forma corbada de l'isògir (banda fosca) és característica dels minerals biaxials, tot i que el grau de curvatura canvia a mesura que fem girar el microscopi, i el patró s'assembla en algunes orientacions al patró de «Creu de Malta» d'un mineral uniaxial. La imatge de l'esquerra mostra només la forma; el pegat gris al centre indica el baix primer ordre (gris) dels colors de birefringència observats aquí (l'ordre dels colors que s'observen en la realitat augmentaria lluny del centre, però aquests colors no es mostren). Les dues figures de la dreta mostren l'efecte de l'addició d'una làmina sensible que s'ha instal·lat, on es pot veure que el gris del centre ha sigut substituït per un blau de segon ordre i un groc de primer ordre de color de birefringència. La polaritat del groc i del blau revela si el mineral observat es òpticament «biaxial positiu» (a dalt) o «biaxial negatiu» (part inferior), sent aquesta una propietat clau en la identificació dels minerals (o per investigar la seva composició)

La separació màxima entre isògirs es produeix quan es fa girar la mostra exactament 45 graus respecte a una de les orientacions on els isògirs venen junts. El punt en el qual l'isògir és més fortament corbat representa la posició de cada un dels dos eixos òptics presents en un mineral biaxial i, per tant, la separació màxima entre les dues corbes permet determinar l'angle entre els dos eixos òptics per al mineral. Aquest angle es diu angle òptic, sovint anotat com 2V. En alguns casos, conèixer l'angle òptic pot ser una eina de diagnòstic útil per a diferenciar dos minerals que d'altra manera es veuen molt semblants. En altres casos, el 2V varia amb la composició química d'un mineral donat, i el seu valor mesurat es pot utilitzar per a calcular les proporcions entre els elements en l'estructura cristal·lina; per exemple, Fe / Mg en l'olivina. No obstant això, en aquests casos també és important d'estar segur del senyal òptic dels minerals (essencialment, això indica que l'angle òptic està orientat respecte a tota la indicatriu òptica que descriu els índexs de refracció del mineral en 3D). El senyal òptic i l'angle òptic es poden determinar en conjunt mitjançant la combinació del patró d'interferència amb l'ús d'una làmina de tinta sensible.
A banda i banda de la «cadira de muntar» formada pels isògirs, els anells de birefringència de color apareixen de forma concèntrica al voltant de dos ulls, anomenats melanòtops. Les bandes més properes són cercles, però les més llunyanes  es converteixen en forma de pera, amb la part estreta apuntant a la cadira de muntar. Les bandes més grans que envolten la cadira de muntar i els dos melanotòps formen una figura en forma de 8.
Sovint, s'utilitza simultàniament una taula de Michel-Levy amb el patró d'interferència per a determinar la informació útil que ajuda en la identificació dels minerals.